# Capitolazione della baia di Saldanha
La capitolazione della baia di Saldanha fu una resa avvenuta nelle guerre rivoluzionarie francesi il 17 agosto 1796 tra gli squadroni batavi che alzarono bandiera bianca a quelli inglesi nella baia di Saldanha, presso la Colonia del Capo, in Sudafrica. Nel 1794, all'inizio delle guerre della Rivoluzione francese, l'esercito della repubblica francese aveva sopraffatto quello olandese che da allora divenne uno stato cliente della Francia col nome di Repubblica Batava. La Gran Bretagna si era da subito dimostrata disponibile a minacciare la Colonia del Capo olandese in Sudafrica che era posta proprio sulla via commerciale verso l'India britannica. Venne quindi inviato un corpo di spedizione a Simon's Town nel giugno del 1795 che costrinse alla resa la colonia dopo una breve campagna militare. Il comandante inglese, il viceammiraglio Sir George Elphinstone, rinforzò quindi la guarnigione e fermò lo squadrone navale alla colonia per proteggere la neonata conquista inglese.
Il governo batavo, non avendo ancora ricevuto la notizia della cattura della Colonia del Capo, ma comunque preoccupata già dalla perdita di alcuni territori presso altre colonie che erano di proprietà della Compagnia olandese delle Indie Orientali (che stava per essere nazionalizzata dalla Repubblica Batava in quanto era virtualmente in bancarotta), nel novembre del 1795 decise di inviare un corpo di spedizione nelle Indie orientali olandesi passando per Città del Capo e se necessario, riprendere possesso della colonia. Questa forza comprendeva tre navi di linea e sei vascelli più piccoli, tutti sotto il comando del contrammiraglio Engelbertus Lucas. Gli inglesi ad ogni modo seppero poco dopo della partenza della spedizione di Lucas.
Gli inglesi avvisarono Elphinstone che prontamente rinforzò la colonia. Lucas impiegò quasi sei mesi per arrivare sul posto ed il suo squadrone era ormai a corto di acqua il che aveva portato a diversi ammutinamenti a bordo. Al suo arrivo alla Colonia del Capo, lo squadrone batavo ancorò alla baia di Saldanha per rifornirsi d'acqua prima di abbandonare l'operazione e salpare alla volta della base francese di Île de France nell'Oceano Indiano occidentale.
Il 15 agosto 1796 la flotta di Elphinstone scoprì le forze di Lucas e le intrappolò nella baia. Sapendo che ogni resistenza sarebbe risultata futile con le sue ciurme in aperta rivolta, Lucas si arrese incondizionatamente. Le navi della flotta batava vennero catturate e prese in servizio nella Royal Navy, nello squadrone della Colonia del Capo; Elphinstone venne creato barone Keith in riconoscimento di questa operazione. Questa operazione ad ogni modo fece sì che gli inglesi cancellassero la pianificata invasione inglese della colonia di Île de France. Lucas, tornato nei Paesi Bassi, dovette trovarsi di fronte alla corte marizale ma morì prima che il processo avesse inizio. Tutti gli altri ufficiali vennero sollevati dalle loro accuse. La Colonia del Capo non venne più attaccata sino al 1802 quando il Trattato di Amiens la restituì alla Repubblica Batava.

## Antefatti

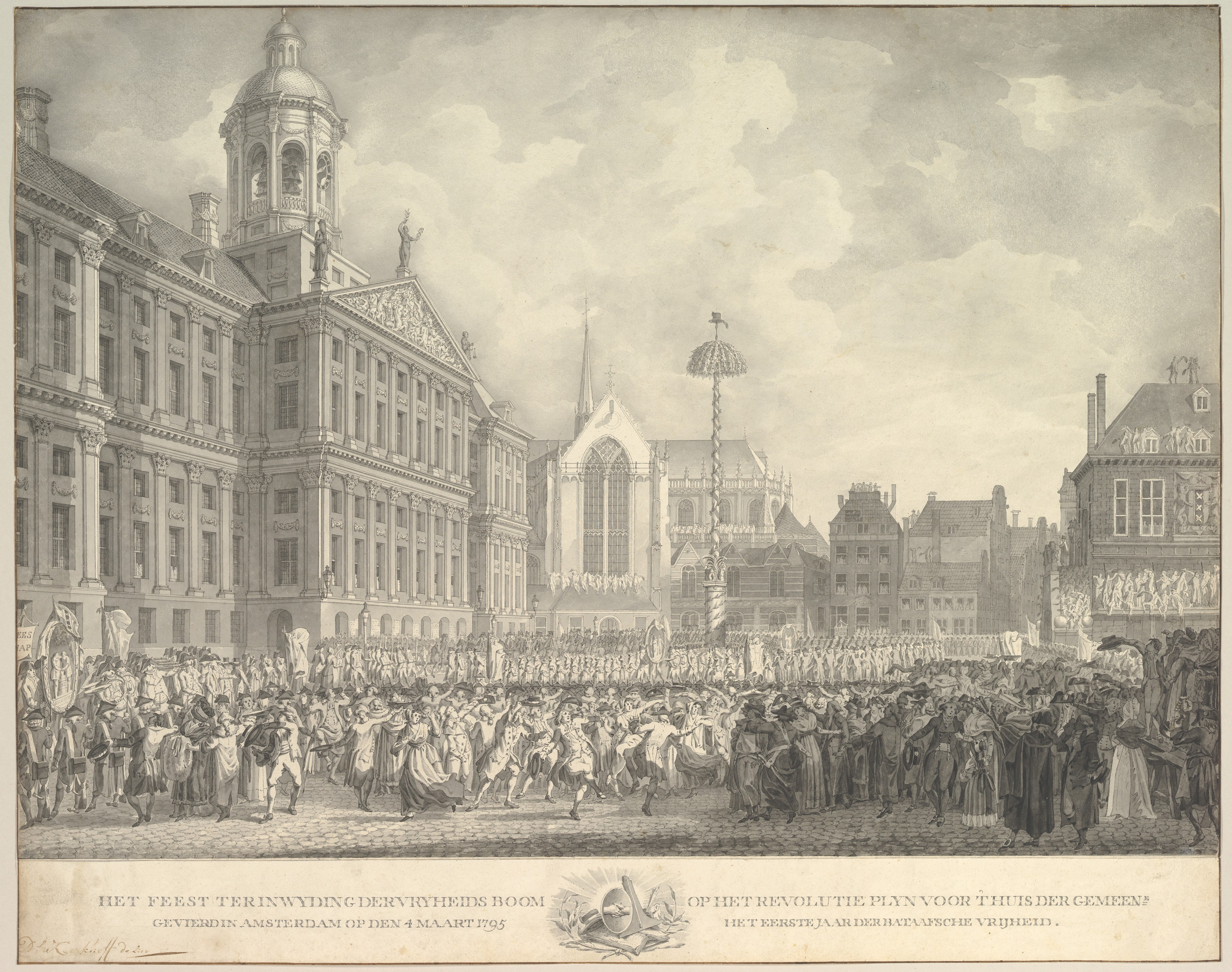
Amsterdam nel 1795, in festa per la proclamazione della Repubblica Batava

Nell'inverno del 1794 l'esercito della Repubblica Francese invase la Repubblica olandese. Gli oppositori dello stadtholder Guglielmo V, noti col nome di Patrioti (in quanto opposti agli "orangisti" che sostenevano lo stadtholder), molti dei quali erano potuti tornare in patria al seguito delle forze francesi dopo un lungo soggiorno in Francia da esiliati, proclamarono la costituzione della Repubblica Batava dopo la Rivoluzione Batava del gennaio del 1795. Questo evento allarmò la Gran Bretagna che era alleata della Repubblica olandese nella Prima coalizione ed anche per il fatto che l'Impero olandese controllava un gran numero di colonie strategiche nelle Indie orientali. Il punto focale di queste colonie era sicuramente la Colonia del Capo olandese sullo sperone più a sud dell'Africa meridionale; una forza navale posta in questa posizione avrebbe potuto facilmente dominare le rotte commerciali tra Europa e Indie orientali, in particolare i collegamenti vitali tra la Gran Bretagna e l'India britannica.
Per assicurarsi che la Colonia del Capo non divenisse un porto strategico dei rivoluzionari francesi, il segretario di Stato per la guerra, Henry Dundas, ordinò una grande spedizione verso la Colonia del Capo a marzo del 1795. La forza comprendeva due squadroni di 500 uomini ciascuno, al comando del viceammiraglio Sir George Elphinstone; altri rinforzi sarebbero arrivati in seguito. Giungendo il 10 giugno a False Bay, Elphinstone trascorse due mesi a condurre negoziati senza frutto col governo della Città del Capo, guidato da Abraham Josias Sluysken. Il 7 agosto, coi negoziati in stallo, Elphinstone ordinò l'attacco delle posizioni olandesi a Muizenberg. I difensori olandesi si ritirarono, ma le forze di Elphinstone erano a corto di viveri e di munizioni e non numerose abbastanza da lanciare un attacco alla Città del Capo. Il 14 settembre l'arrivo dei rinforzi inglesi al comando del generale Alured Clarke convinsero Sluysken ad arrendere la colonia.

## Il viaggio di Lucas

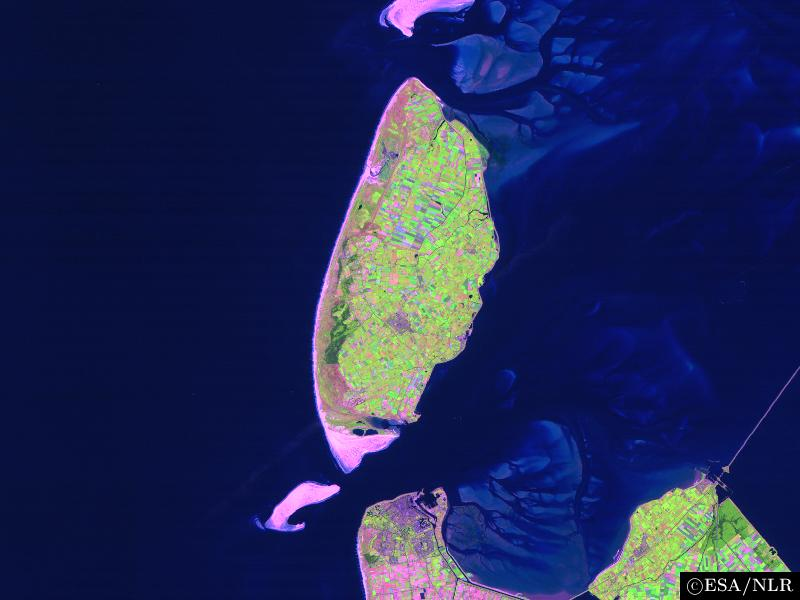
Isola di Texel vista da un satellite

Il corpo di spedizione di Lucas salpò da Texel il 23 febbraio 1796, assieme ad un altro squadrone destinato alle Indie Occidentali olandesi, sotto il comando del viceammiraglio Adriaan Braak, intendendo passare attraverso il Mare del Nord e circumnavigare la Scozia prima di entrare nell'Atlantico e rivolgersi a sud.. La Convenzione Nazionale francese promise un supporto non ben definito alla spedizione che poi non si concretizzò La flotta britannica del Mare del Nord fu attiva nel blocco di Texel ed il bricco HMS Espiegle avvistò la flotta batava in mare. La Espiegle seguì Lucas per tutto il giorno inviando un messaggio all'ammiraglio Adam Duncan a Great Yarmouth. Il 26 febbraio un piccolo squadrone guidato dal capitano Henry Trollope a bordo della HMS Glatton si distaccò dalla divisione del contrammiraglio Thomas Pringle ed incontrò i batavi.
Essendo riuscito a sfuggire all'inseguimento, Lucas seguì la sua rotta pianificata giungendo a Las Palmas di Gran Canaria il 13 aprile. Il viaggio non era però passato inosservato: una piccola nave da guerra inglese, la HMS Mozelle al comando del capitano Charles Brisbane, aveva avvistato le forze batave presso Madeira mentre la Mozelle stava scortando due mercantili verso le Barbados. Lasciando i mercantili senza scorta, la Mozelle seguì Lucas per diversi giorni e quando questi salpò a sud avvisò la Colonia del Capo. Pur avendo notato la Mozelle, Lucas decise di non attaccarla
Dopo aver trascorso non meno di 34 giorni nei rifornimenti di acqua e rifornimenti a Las Palmas, Lucas il 26 maggio salpò alla volta di Praia a Cape Verde, per poi continuare il 29 maggio in direzione della costa brasiliana, sperando di approfittare di venti e correnti favorevoli. Purtroppo per venti contrari lo squadrone poté raggiungere la costa brasiliana il 27 giugno. Il ritardo portò Lucas a decidere di non fare ulteriori rifornimenti ma di procedere direttamente verso Città del Capo. Secondo lo storico C. Northcote Parkinson questo ritardo fu dovuto in realtà più alla scarsa formazione dei marinai della flotta di Lucas. Il corpo di spedizione raggiunse la costa sudafricana il 26 luglio successivo. Dopo un consiglio di guerra a bordo della Dordrecht, Lucas decise di non riparare a Table Bay ed il 6 agosto ancorò pertanto alla Baia di Saldanha.
Gli agenti inglesi che avevano osservato i preparativi di Lucas nei Paesi Bassi fecero rapporto a gennaio di quell'anno, cioè un mese dopo la partenza della spedizione. L'ammiragliato inglese inviò la fregata HMS Carysfort alla Colonia del Capo con la notizia dell'arrivo dei batavi. La Carysfort giunse alla Colonia del Capo nell'aprile di quell'anno ma già Elphinstone aveva avuto qualche informazione sulla spedizione di Lucas, avvistato a Madras nel marzo di quell'anno, a meno di un mese dalla partenza di Lucas da Texel. Salpando da Madras il 23 marzo, Elphinstone aveva raggiunto Città del Capo il 23 maggio dove ricevette rapporti più dettagliati sulla forza e sulla grandezza delle forze batave dirette verso la colonia. L'ammiragliato aveva già risposto con l'invio di sostanziali risorse: oltre alle forze di Elphinstone e di Blankett un convoglio di trasporti guidati dal capitano William Essington giunse in loco il 28 maggio con un piccolo squadrone al comando di Pringle il 28 luglio successivo, assieme alla Mozelle con ulteriori dati sui movimenti di Lucas. Successivamente giunsero dei rinforzi dagli squadroni di base in India, tanto che ad agosto vi erano in tutto sette navi di linea e sette vascelli più piccoli al comando di Elphinstone oltre alla guarnigione di Città del Capo che contava 9400 soldati.

## La baia di Saldanha

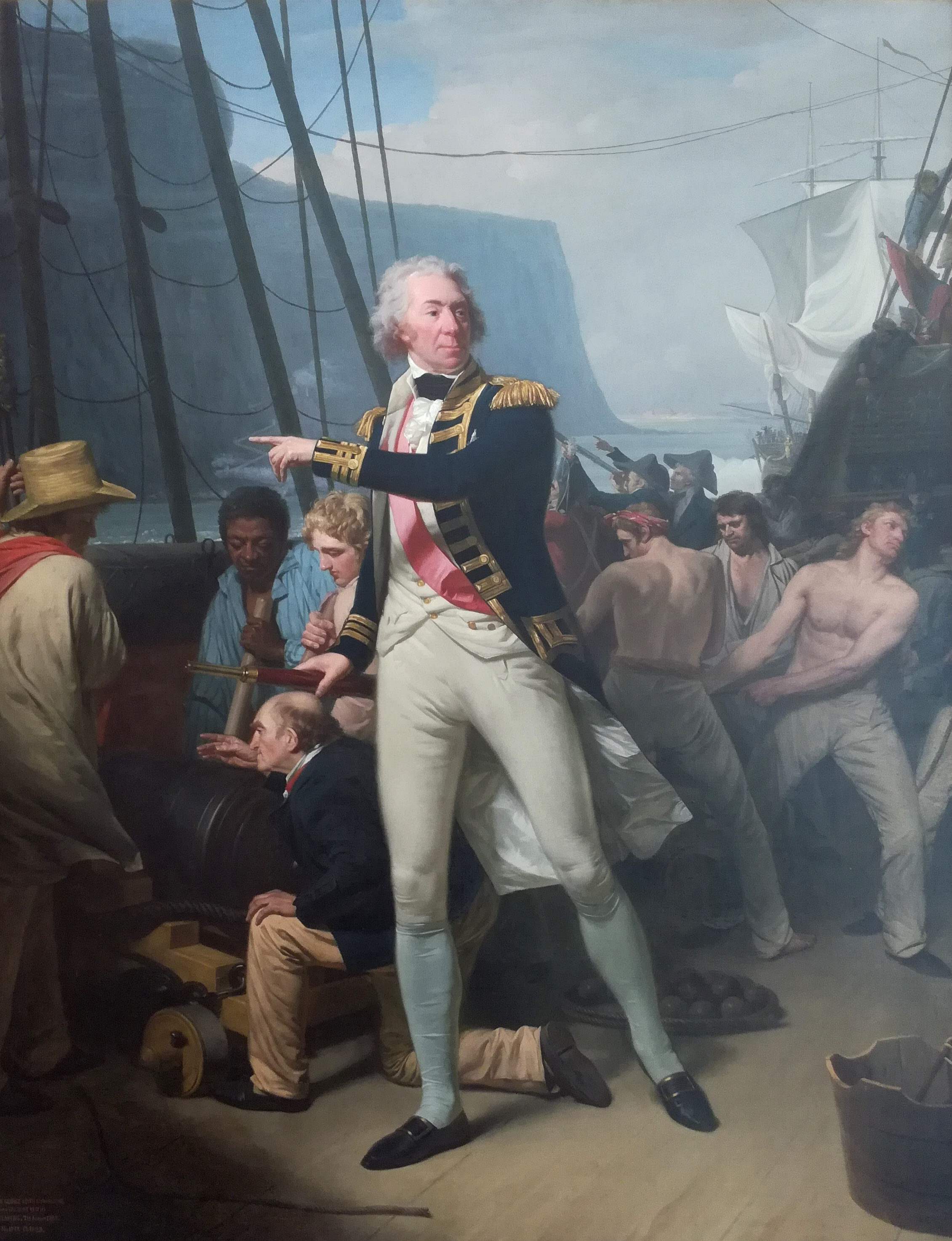
George Elphinstone durante la battaglia di Muizenberg

Elphinstone era convinto che le forze batave non avrebbero mai osato salpare alla volta del Capo. A maggio un potente squadrone di fregate francesi al comando del contrammiraglio Pierre César Charles de Sercey aveva infatti attraversato l'area del Capo senza fermarsi, osservato dalla HMS Sphynx sino a Simon's Town. Se le forze batave fossero state in viaggio verso le Indie Orientali perché non erano salpate insieme a quelle francesi? Elphinstone decise ad ogni modo di portare la sua flotta in mare alla ricerca dei batavi. Il 6 agosto salpò a sudest verso False Bay alla ricerca di Lucas, ma una tremenda tempesta colpì le navi inglesi, infliggendo dei danni alla maggior parte delle navi, con la perdita dell'albero maestro della Monarch e l'affondamento della HMS Ruby. La flotta fece ritorno a Simon's Bay in pessimo stato il 12 agosto, solo per venire a conoscenza del fatto che le forze di Lucas erano ancorate a nord. Il giorno seguente una nuova tempesta spazzava la baia. Gran parte delle navi di Elphinstone vennero danneggiate: sia la HMS Crescent che la HMS Trident si arenarono, mentre la HMS Tremendous che pure era all'ancora per poco non colò a picco.
Lucas era giunto al largo del Capo il 26 luglio senza sapere delle disposizioni di Elphinstone, impegnato poi com'era a fronteggiare il problema che le sue navi da mesi non facevano rifornimento di acqua potabile che stava ormai scarseggiando a bordo. Una discreta porzione degli uomini del suo equipaggio aveva contratto lo scorbuto e pertanto si decise di mandare questi uomini ad un accampamento perché si potessero riprendere più facilmente. Lucas fece poi fare delle riparazioni alle sue navi, rendendole così temporaneamente immobili. Il 9 agosto, Lucas venne avvisato da un servitore olandese presso la Città del Capo della presenza di preponderanti forze inglesi ma anche del fatto che la locale popolazione olandese non era disposta a dare la propria assistenza alla Royal Navy. Sentendo queste parole, Lucas si spinse ancora più dentro alla baia. Sir James Craig inviò la propria cavalleria alla baia di Saldanha ed organizzò la ritirata della popolazione locale per evitare la loro cattura. Giunse quindi personalmente con discrete forze al proprio comando.

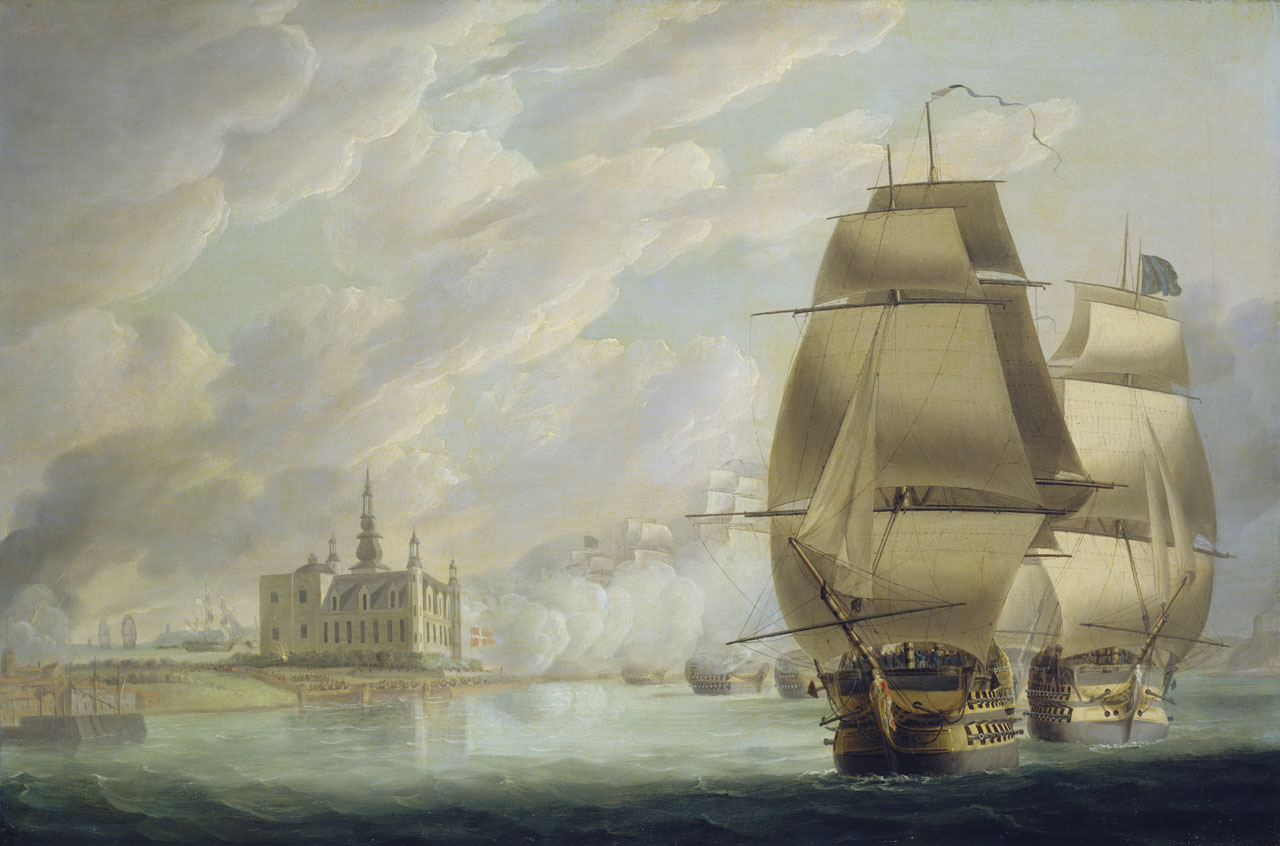
HMS Monarch nella battaglia di Copenhagen

Lucas tenne un consiglio di guerra coi suoi ufficiali più anziani in comando, nel quale dibatté se l'attacco a Città del Capo fosse propizio o meno. Il 16 agosto venne presa la decisione di salpare per Île de France, ma Lucas ritardò la partenza di questo viaggio non essendo intenzionato ad abbandonare i suoi uomini ancora malati.
Quando le forze batave erano ormai pronte a salpare, il 16 agosto la flotta di Elphinstone si presentò nella baia, guidata dalla fregata HMS Crescent. Elphinstone inviò una lettera a Lucas chiedendo la sua resa, richiesta che Lucas rifiutò. Accertatosi della forza del nemico, la sera del 16 agosto Elphinstone guidò la sua flotta nella baia in ordine di battaglia verso le navi di Lucas. Intrappoltati tra la costa e le navi inglesi, Lucas ed i suoi uomini immediatamente issarono la bandiera bianca e si arresero. Inviò quindi un ufficiale dagli inglesi per negoziare i termini della resa con Elphinstone. Elphinstone garantì del tempo a Lucas per consultarsi coi suoi capitani e diede la propria rassicurazione che le navi batave non sarebbero state danneggiate. Il consiglio di guerra decise a questo punto per la capitolazione e si concentrò sui termini della stessa. Uno dei termini proposti dagli ufficiali batavi fu la proposta di consentire loro di tornare a casa a bordo di due fregate batave. Elphinstone rigettò queste proposte, ma offrì invece il rilascio degli ufficiali sulla loro parola. Dalle 23:00, senza alcuna speranza, circondati e con gli equipaggi in aperta ribellione, Lucas ed i suoi ufficiali scelsero di arrendersi incondizionatamente agli inglesi. La mattina successiva (17 agosto) venne siglato l'accordo tra Elphinstone ed il capitano olandese Claris; Lucas siglò il documento nel pomeriggio.

## Ordini di battaglia

### Ordine di battaglia di Lucas
| Squadrone di Lucas                         | Squadrone di Lucas | Squadrone di Lucas | Squadrone di Lucas                       | Squadrone di Lucas                 | Squadrone di Lucas                                                                                        | Squadrone di Lucas | Squadrone di Lucas | Squadrone di Lucas | Squadrone di Lucas | Squadrone di Lucas |
| Nave                                       | Classificazione    | Cannoni            | Marina                                   | Comandante                         | Note |                    |                    |                    |                    |                    |
| ------------------------------------------ | ------------------ | ------------------ | ---------------------------------------- | ---------------------------------- | --- | ------------------ | ------------------ | ------------------ | ------------------ | ------------------ |
| Dordrecht                                  | 3ª classe          | 66                 | Marina batava                            | Contrammiraglio Engelbertus Lucas  | 370 uomini e passeggeri. Venne poi inclusa nella flotta della Royal Navy col nome di HMS Dortrecht        |                    |                    |                    |                    |                    |
| Revolutie                                  | 3ª classe          | 66                 | Marina batava                            | Capitano Jan Rhynbende             | 400 uomini e passeggeri. Venne poi inclusa nella flotta della Royal Navy col nome di HMS Prince Frederick |                    |                    |                    |                    |                    |
| Admiraal Tromp                             | 4ª classe          | 54                 | Marina batava                            | Tenente di Vascello Jan Valkenburg | 280 uomini e passeggeri. Venne poi inclusa nella flotta della Royal Navy col nome di HMS Tromp            |                    |                    |                    |                    |                    |
| Castor                                     | Fregata            | 44                 | Marina batava                            | Capitano Jacob Claris              | 240 uomini e passeggeri. Venne poi inclusa nella flotta della Royal Navy col nome di HMS Saldanha         |                    |                    |                    |                    |                    |
| Braave                                     | Fregata            | 40                 | Marina batava                            | Tenente Jacob Zoetemans            | 234 uomini e passeggeri. Venne poi inclusa nella flotta della Royal Navy col nome di HMS Braave           |                    |                    |                    |                    |                    |
| Sirène                                     | 6ª classe          | 28                 | Marina batava                            | Tenente Gustaaf Adolph de Valk     | 130 uomini e passeggeri. Venne poi inclusa nella flotta della Royal Navy col nome di SMS Laurel           |                    |                    |                    |                    |                    |
| Bellona                                    | 6ª classe          | 26                 | Marina batava                            | Tente Christiaan De Cerf           | 130 uomini e passeggeri. Venne poi inclusa nella flotta della Royal Navy col nome di HMS Vindictive       |                    |                    |                    |                    |                    |
| Havik                                      | Sloop              | 18                 | Marina batava                            | Tenente Pieter Bessemer            | 76 uomini e passeggeri. Venne poi inclusa nella flotta della Royal Navy col nome di HMS Havick            |                    |                    |                    |                    |                    |
| Vrouw Maria                                | East Indiaman      |                    | Compagnia olandese delle Indie Orientali | Tenente Hermanus Barbier           | 112 uomini e passeggeri.                                                                                  |                    |                    |                    |                    |                    |
| Fonte: James, p. 373, Clowes, p. 295 & 559 |                    |                    |                                          |                                    | |                    |                    |                    |                    |                    |

### Ordine di battaglia di Elphinstone
| Squadrone Elphinstone                      | Squadrone Elphinstone | Squadrone Elphinstone | Squadrone Elphinstone | Squadrone Elphinstone                                                 | Squadrone Elphinstone                                | Squadrone Elphinstone | Squadrone Elphinstone | Squadrone Elphinstone | Squadrone Elphinstone | Squadrone Elphinstone |
| Nave                                       | Classificazione       | Cannoni               | Marina                | Comandante                                                            | Note                                                 |                       |                       |                       |                       |                       |
| ------------------------------------------ | --------------------- | --------------------- | --------------------- | --------------------------------------------------------------------- | ---------------------------------------------------- | --------------------- | --------------------- | --------------------- | --------------------- | --------------------- |
| HMS Monarch                                | 3ª classe             | 74                    | Royal Navy            | Viceammiraglio Sir George Keith Elphinstone Capitano John Elphinstone | Perse l'albero maestro nella tempesta del 12 agosto. |                       |                       |                       |                       |                       |
| HMS Tremendous                             | 3ª classe             | 74                    | Royal Navy            | Contrammiraglio Thomas Pringle Capitano John Aylmer                   | Danneggiata nella tempesta del 13 agosto.            |                       |                       |                       |                       |                       |
| HMS America                                | 3ª classe             | 64                    | Royal Navy            | Capitano John Blankett                                                |                                                      |                       |                       |                       |                       |                       |
| HMS Ruby                                   | 3ª classe             | 64                    | Royal Navy            | Capitano Henry Edwin Stanhope                                         | Danneggiata nella tempesta del 12 agosto.            |                       |                       |                       |                       |                       |
| HMS Stately                                | 3ª classe             | 64                    | Royal Navy            | Capitano Billy Douglas                                                |                                                      |                       |                       |                       |                       |                       |
| HMS Sceptre                                | 3ª classe             | 64                    | Royal Navy            | Capitano William Essington                                            |                                                      |                       |                       |                       |                       |                       |
| HMS Trident                                | 3ª classe             | 64                    | Royal Navy            | Capitano Edward Oliver Osborn                                         | Danneggiata nella tempesta del 13 agosto.            |                       |                       |                       |                       |                       |
| HMS Jupiter                                | 4ª classe             | 50                    | Royal Navy            | Capitano George Losack                                                |                                                      |                       |                       |                       |                       |                       |
| HMS Crescent                               | 6ª classe             | 28                    | Royal Navy            | Capitano Edward Buller                                                | Danneggiata nella tempesta del 13 agosto.            |                       |                       |                       |                       |                       |
| HMS Sphynx                                 | Sloop                 | 20                    | Royal Navy            | Capitano Andrew Todd                                                  |                                                      |                       |                       |                       |                       |                       |
| HMS Mozelle                                | Sloop                 | 20                    | Royal Navy            | Capitano Charles Brisbane                                             |                                                      |                       |                       |                       |                       |                       |
| HMS Echo                                   | Sloop                 | 16                    | Royal Navy            | Capitano Edward Ramage                                                |                                                      |                       |                       |                       |                       |                       |
| HMS Rattlesnake                            | Sloop                 | 16                    | Royal Navy            | Capitano John Turner                                                  |                                                      |                       |                       |                       |                       |                       |
| HMS Hope                                   | Sloop                 | 14                    | Royal Navy            | Tenente Thomas Alexander                                              |                                                      |                       |                       |                       |                       |                       |
| Fonte: James, p. 373, Clowes, p. 295 & 559 |                       |                       |                       |                                                                       |                                                      |                       |                       |                       |                       |                       |

## Conseguenze
La Royal Navy prese al proprio servizio le navi batave conquistate. Elphinstone le unì allo squadrone presso Città del Capo, azione che l'ammiragliato in patria criticò.
Elphinstone ritornò in Gran Bretagna nell'ottobre del 1796. La sua ammiraglia, la Monarch, attraversò in pieno la flotta francese per la Spedizione d'Irlanda nel corso di una tempesta di neve, ancorando in gran parte rovinata al porto di Crookhaven il 25 dicembre. A seguito del suo ritorno venne creato Barone Keith per l'azione e per aver salvato la Colonia del Capo dalla riconquista olandese.
Gran parte dei marinai e dei soldati a bordo delle navi olandesi erano tedeschi e scelsero di entrare al servizio degli inglesi, sia nella Royal Navy che nella Compagnia delle Indie orientali. Lucas e gli ufficiali olandesi tornarono in Europa a bordo della nave Gertruida. Una delle navi catturate, la HMS Dordrecht divenne poi famosa l'anno successivo quando la sua ciurma si ammutinò a Sant'Elena imitando gli ammutinamenti di Spithead e Nore. Solo l'intervento personale del capitano Charles Brisbane che atterrò il capo dei rivoltosi e la minaccia di condannare tutti a morte, riuscì ad intimidire a sufficienza i ribelli.
Nella Repubblica Batava, il caso della resa di Lucas divenne un fatto risaputo. Al ritorno dell'ammiraglio, si trovò davanti alla corte marziale dell'Hoge Zeekrijgsraad (Alta Corte Navale) voluta dall'Assemblea nazionale della Repubblica Batava il 19 maggio 1797. Lucas morì il 21 giugno, alcuni giorni prima dell'inizio del processo. Sulla base dei rapporti ricevuti, la corte decise il 14 dicembre di scaricare la colpa su Lucas, liberando dall'accusa tutti gli altri ufficiali implicati nel caso.

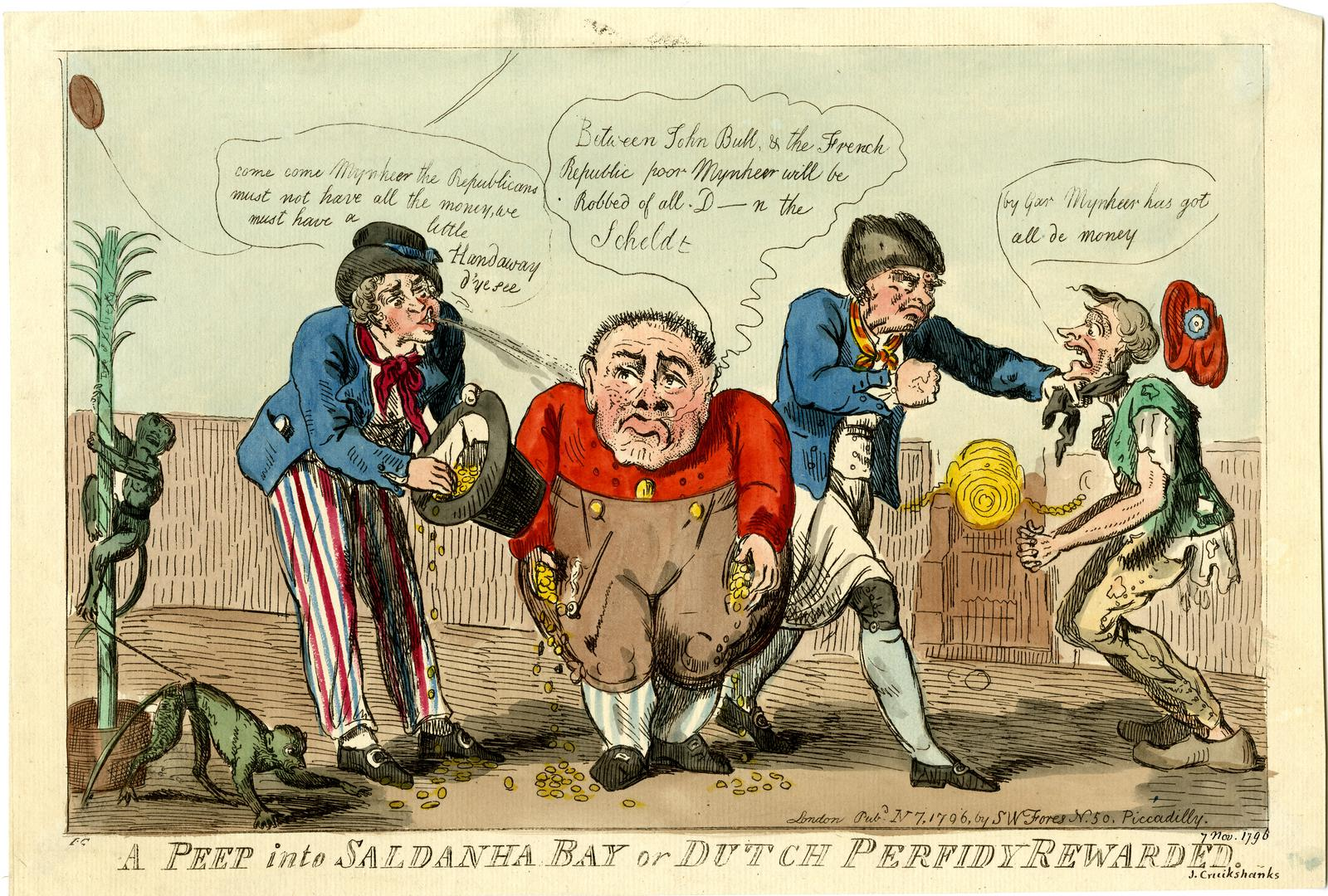
Vignetta satirica inglese sulla capitolazione della baia di Saldanha

Gli storici arguiscono il fatto che probabilmente l'accusa peggiore per Lucas fosse quella di essersi arreso senza combattere alle forze di Elphinstone, per quanto queste fossero di molto superiori alle sue sia per tipologie di navi che in numero di uomini. Le navi di Elphinstone erano più del doppio di quelle della spedizione batava. Lucas poteva del resto contare solo su 1972 uomini rispetto ai 4291 al comando di Elphinstone. La spedizione venne comunque cirticata per la mancanza di preparazione; sebbene il promesso aiuto francese non pervenne poi in campo, le truppe batave erano comunque insufficienti per cercare anche solo di minacciare la guarnigione inglese nella colonia. Come notò Parkinson: "cosa poteva un migliaio di uomini sbarcati su una spiaggia contro le baionette degli inglesi?"
Non vi furono altri tentativi di aggressione alla Colonia del Capo nel corso del resto della guerra. Il Trattato di Amiens del 1802 restituì la Colonia del Capo e tutte le altre colonie olandesi precedentemente catturate, ad eccezione di Ceylon, alla Repubblica Batava. La pace ebbe vita breve, e già nelle prime fasi delle Guerre napoleoniche gli inglesi prepararono un'ulteriore spedizione da inviare alla Colonia del Capo. Nel 1806 gli inglesi assediarono la colonia dopo la sconfitta olandese nella battaglia di Blaauwberg. La Colonia del Capo rimase parte dell'Impero britannico sino alla sua indipendenza come parte del Sudafrica unificata nel 1910.